# Rosine Dacoury
Rosine Dacoury (née en Côte d'Ivoire), est une reine de beauté ivoirienne, élue Miss Côte d'Ivoire 2009,.